# سنتيم
| 20 سنتيم الفرنسية مع ماريان(France).jpg               | 20 سنتيم الفرنسية مع ماريان(France).jpg                          |
| ----------------------------------------------------- | ---------------------------------------------------------------- |
| [[{{{image}}}\|300px\|alt=]]                          |                                                                  |
| "الوجه الآخر": ترتدي ماريان قبعة فريحة يلماز للحري ة. | "" عكس "": القيمة الاسمية والشعار الفرنسي: "حرية، مساواة، أخوة". |
| تم سك هذه العملة من 1962 إلى 2001.                    |                                                                  |

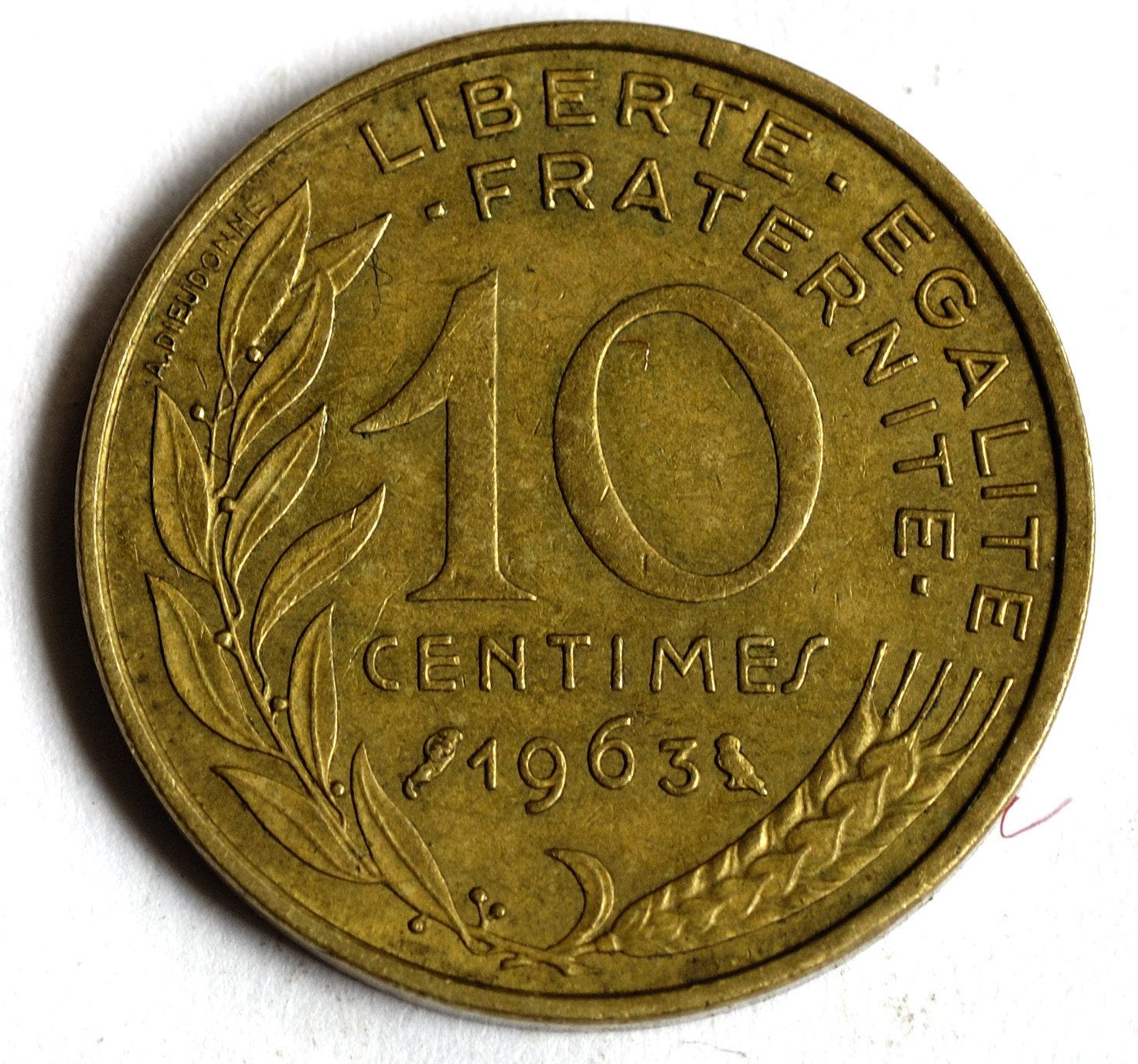
10 سنتيم الفرنسية (1963)

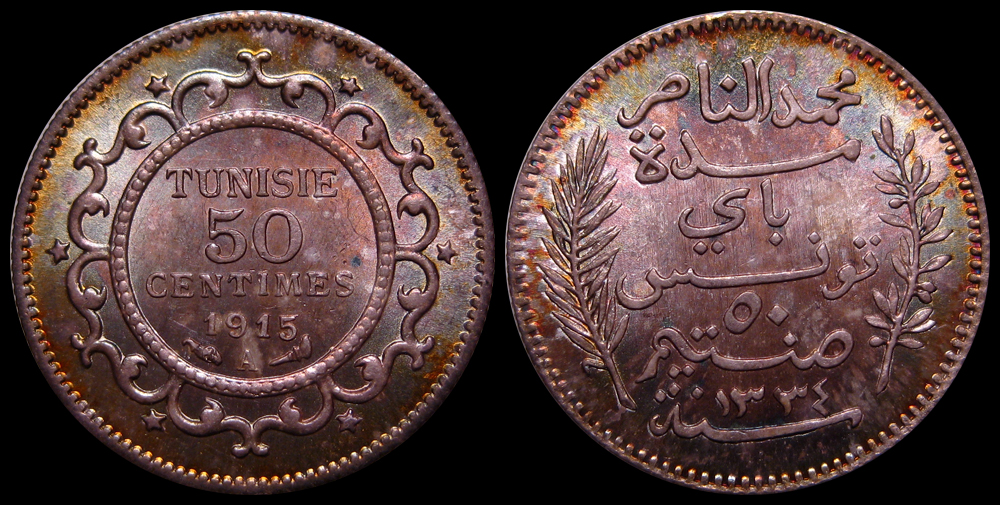
50 سنتيم تونسية

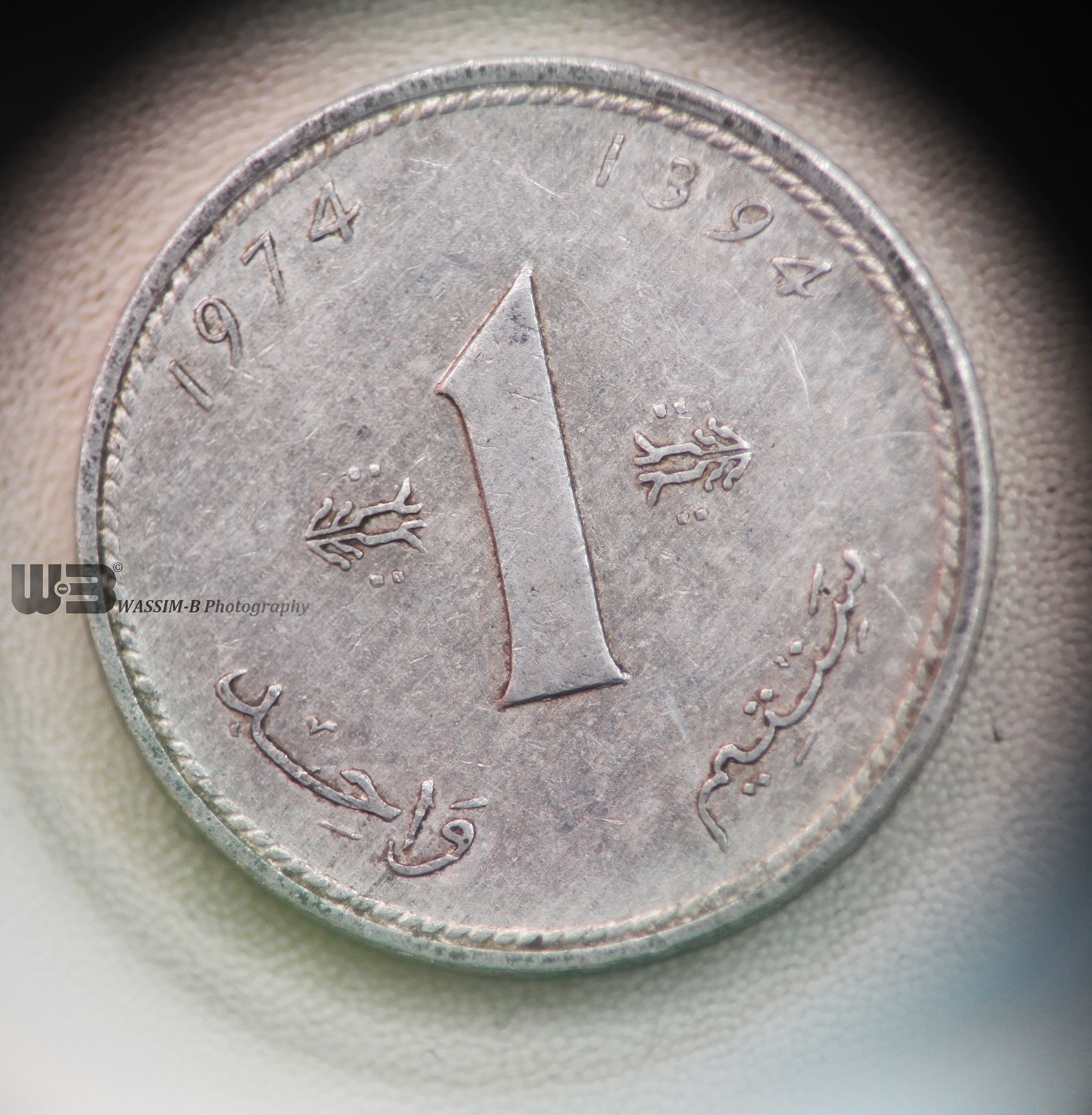
سنتيم مغربيات واحد

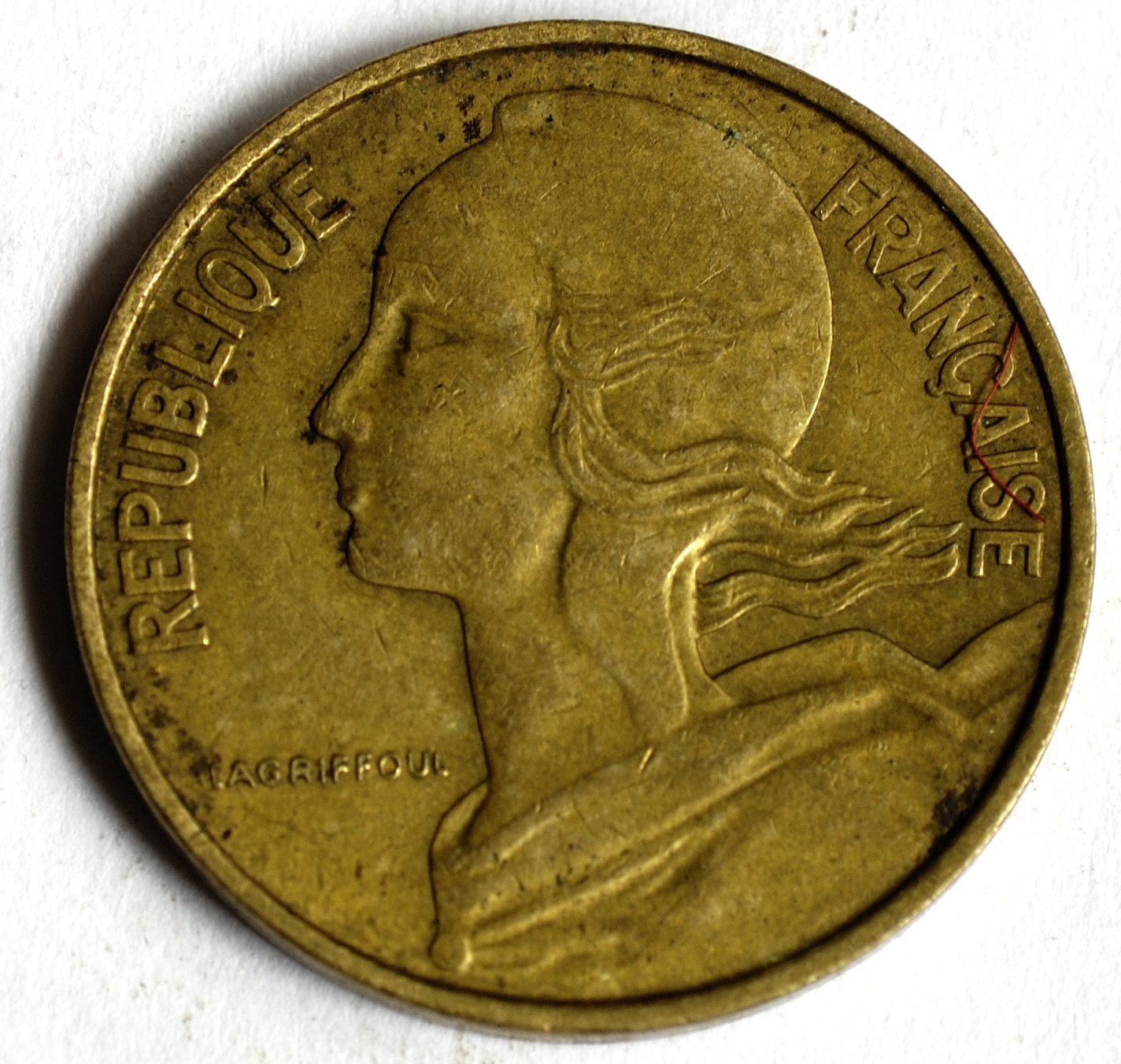
10 سنتيم الفرنسية (1963)

سنتيم (من (باللاتينية: centesimus)‏ (بالإنجليزية: Centime)) هي الكلمة الفرنسية لكلمة «سنت»، وتستخدم باللغة الإنجليزية كاسم العملة الكسرية في العديد من البلدان الفرنكوفونية (بما في ذلك سويسرا والجزائر وبلجيكا والمغرب وفرنسا). الصورة الرمزية بنت
يعود استخدام السنتيم في فرنسا إلى إدخال النظام النقدي العشري في عهد نابليون. ويهدف هذا النظام إلى استبدال الكسور غير العشرية من العملات القديمة. عُرفت عملة من خمسة سنتات باسم sou ، أي صوليدوس(Solidus) أو شلن.
في كندا الفرنكوفونية 1⁄100 من الدولار الكندي والمعروفة رسميا باسم سنت (تنطق سِنْت (sɛnt)) في اللغتين الإنجليزية والفرنسية.لكن تحدثا وكتابة استخدام مصطلح السنت في كندا الفرنكوفونية غير شائع للغاية.
عملة 1 ¢ (تُعرف بالعامية «بنس» في أمريكا الشمالية الإنجليزية).

## تقسيم اليورو: سنت أم سنتيم؟
في المجتمع الأوروبي السنت هو الاسم الرسمي لمائة واحد من اليورو. ومع ذلك، في البلدان الناطقة باللغة الفرنسية كلمة سنتيم هي المصطلح المفضل. وبالفعل، فإن المجلس الأعلى للغة الفرنسية الموصى بها من بلجيكا في عام 2001 استخدام سنتيم، كون كلمة سنت (cent) هي أيضا كلمة فرنسية تعني «مائة». نُشر قرار مماثل في الجريدة الرسمية في فرنسا بتاريخ (2 كانون الأول / ديسمبر 1997).
في المغرب، ينقسم الدرهم إلى مائة سنتيم ويمكن للمرء أن يجد أسعاراً في البلاد محددة بالسنتم بدلاً من الدرهم. أحيانًا تُعرف السنتيمونات بالفرنكات أو في المناطق الإسبانية السابقة، البيزيتا.

## الاستخدام
كلمة سنت (cent) هي أيضا كلمة فرنسية تعني «مائة»
السنتيم هو مائة من الوحدات النقدية الأساسية التالية:

### تستخدم السنتيم حاليا
- الدينار الجزائري
- فرنك بوروندي
- فرنك سي اف بي
- فرنك الاتحاد المالي الأفريقي
- فرنك جزر القمر
- فرنك كونغولي
- فرنك جيبوتي
- بير اثيوبي (مثل santim)
- فرنك غيني
- غورد هايتي
- الدرهم المغربي
- فرنك رواندي
- الفرنك السويسري (راجع رابن)

### عفا عليها الزمن
- فرنك جزائري
- فرنك بلجيكي
- فرنك كمبودي
- الفرنك الكاميروني الفرنسي
- فرنك غوياني فرنسي
- فرنك فرنسي
- فرنك غواديلوب
- فرنك كاتانغيز
- لاتس لاتفي (باللاتفية: santīms)
- فرنك لوكسمبورغ
- فرنك مدغشقر
- فرنك مالي
- فرنك مارتينيك
- فرنك موناكو
- فرنك مغربي
- فرنك هيبرايدس الجديد
- فرنك ريونيون
- البيزيتا الإسبانية
- فرنك تونسي
- فرنك Westphalian